# Таргелія (гетера)
Таргелія — відома гетера в Стародавній Греції, яка, за плітками, була одружена чотирнадцять разів.
За словами Плутарха, Таргелія народилася в Іонії і «здійснювала напади на найвпливовіших чоловіків» свого часу. Таргелія відзначалася красою і була наділена витонченістю манер і розумом. Плутарх стверджує, що Таргелія «прив'язала всіх своїх дружин до царя Персії» і прагнула поширення симпатії персів у містах Греції за допомогою своїх клієнтів, «які були людьми найбільшої влади та впливу» Кажуть, що вона довгий час жила у Фессалії, де успішно пропагувала перську політику..